# Lukas Wallner
Lukas Wallner (* 26. April 2003) ist ein österreichischer Fußballspieler.

## Karriere

### Verein
Wallner begann seine Karriere beim TSV St. Johann. Zur Saison 2013/14 wechselte er in die Jugend des Farmteams des FC Red Bull Salzburg, FC Liefering. Ab der Saison 2015/16 spielte er in der Jugend von Salzburg, ab der Saison 2017/18 kam er in der Akademie zum Einsatz.
Zur Saison 2020/21 rückte er in den Kader des Farmteams Liefering. Sein Debüt in der 2. Liga gab er im März 2021, als er am 17. Spieltag jener Saison gegen den SV Horn in der 84. Minute für Bryan Okoh eingewechselt wurde. Bis zum Ende der Saison 2020/21 spielte er zehnmal in der 2. Liga. Zur Saison 2021/22 wurde der Innenverteidiger Kapitän der Jung-Salzburger. In jener Spielzeit absolvierte er 20 Partien in der zweithöchsten Spielklasse.
Im Oktober 2022 stand Wallner gegen den SCR Altach erstmals im Kader der Bundesligamannschaft. Sein erstes und einziges Spiel für Salzburgs erste Mannschaft machte er im Juli 2023 im ÖFB-Cup gegen den SCU Ardagger.
Im August 2024 wechselte Wallner nach Deutschland zum Zweitligisten Hannover 96, für dessen zweite Mannschaft er spielen sollte. In Hannover erhielt er einen bis Juni 2025 laufenden Vertrag. Ende November 2024 saß er unter Stefan Leitl erstmals in der 2. Bundesliga auf der Bank, kam jedoch im Saisonverlauf zu keinem Einsatz für die erste Mannschaft der Rothosen. Mit der U23-Mannschaft stieg er am Saisonende in die Regionalliga ab.
Im Sommer 2025 wechselte er zu Hansa Rostock.

### Nationalmannschaft
Wallner spielte im Oktober 2017 erstmals für eine österreichische Jugendnationalauswahl. Im September 2019 kam er gegen England zu seinem ersten Einsatz für das U-17-Team. Im Juni 2021 debütierte er gegen Italien für die U-18-Auswahl. Im September 2021 gab er gegen die Türkei sein Debüt im U-19-Team. Mit der U-19-Auswahl nahm er 2022 an der EM teil. Während des Turniers kam er in allen vier Partien zum Einsatz, mit Österreich schied er aber in der Gruppenphase aus und verpasste anschließend auch die Qualifikation für die WM.
Im September 2022 gab er gegen Montenegro sein Debüt für die U-21-Auswahl.